# الإسعاف الجوي السعودي
الإسعاف الجوي السعودي هي خدمة إسعاف بدأت عام 2009، وتديرها هيئة الهلال الأحمر السعودي، وتعتبر جزء من تقديم خدمات الطوارئ الطبية في المملكة العربية السعودية. يضم الأسطول طائرات هليكوبتر وطائرات ذات أجنحة ثابتة. يتم استخدام الخدمة لوحدات العناية المركزة المحلية والدولية. 

## التاريخ
أطلق الهلال الأحمر السعودي خدمة الإسعاف الجوي في ديسمبر 2009، بدءًا بأسطول مكون من ست طائرات هليكوبتر من طراز إم دي هليكوبترز إم دي إكسبلورر، ويقع مقرها في منطقة الرياض.
لاحقًا أضيفت طائرة إيرباص من طراز ACJ318 Elite.

## التغطية
تلعب خدمة الإسعاف الجوي دورًا هامًا أثناء موسم الحج في مكة المكرمة، من خلال تقديم الإسعافات الأولية الفورية ونقل الحالات الطارئة إلى المرافق الطبية القريبة. 
في موسم الحج لعام 2018، أعد للخدمة أسطولاً من ثماني طائرات مخصصة للإجلاء الطبي. 
في يوليو 2016، أكملت الشركة السعودية للكهرباء بناء مهابط طائرات الإسعاف الجوي في محطات توليد الطاقة التابعة لها. حيث عملت مع الهلال الأحمر السعودي لتوفير خدمات طبية سريعة لمنشآتها خاصة تلك البعيدة عن المستشفيات. 

## أسطول
يتكون أسطول الإسعاف الجوي السعودي من الطائرات التالية:
| الطائرات                  | العدد | ملحوظات               |
| ------------------------- | ----- | --------------------- |
| بيل 412EP                 | 8     | طائرة إسعاف جوية      |
| أغستاوستلاند AW139        | 3     | طائرة إسعاف جوية      |
| سيكورسكي S-76 C++         | 2     | طائرة إسعاف جوية      |
| طائرة إيرباص ACJ318 إيليت | 1     | طائرة إسعاف جوي نفاثة |
| المجموع                   | 14    |                       |